# どっきんタイムトリップ
『どっきんタイムトリップ』は、猫部ねこによる日本の漫画作品。

## 概要
『なかよし』（講談社）において、1988年7月号から1988年10月号まで連載された。
同作の単行本には『このこねこのこ』（初出は『なかよしデラックス』春の号(1987年)）と『サンタさんのSOS』（初出は『なかよし』1987年12月号）が同時収録されている。

## 書誌情報
猫部ねこ『どっきんタイムトリップ』 講談社〈講談社コミックスなかよし〉、全1巻
- 1巻、1988年12月6日発行、ISBN 4-06-178623-7